# Encosta do Sol
Encosta do Sol es una freguesia portuguesa del municipio de Amadora, distrito de Lisboa.

## Historia
Fue creada el 28 de enero de 2013 en aplicación de una resolución de la Asamblea de la República de Portugal promulgada el 16 de enero de 2013 con la unión de la freguesia de Alfornelos, la freguesia de Brandoa (excepto su zona oeste), parte de la zona noreste de la freguesia de Venda Nova, parte de la zona norte de la freguesia de Falagueira y parte de la zona este de la freguesia de  São Bras.

## Demografía
| Gráfica de evolución demográfica de Encosta do Sol entre 2011 y 2021 |
|                                                                      |
| Datos según el nomenclátor publicado por el INE portugués.           |